# Franvillers
Franvillers (picardisch: Franvili) ist eine nordfranzösische Gemeinde mit 555 Einwohnern (Stand 1. Januar 2022) im Département Somme in der Region Hauts-de-France. Die Gemeinde liegt im Kanton Corbie und ist Teil der Communauté de communes du Val de Somme.

## Geographie
Die Gemeinde liegt fast vollständig nördlich der Départementsstraße D929 und an den Départementsstraßen D23, D78 und D179 rund zwölf Kilometer südwestlich von Albert auf den Anhöhen zwischen der Ancre und der Hallue.

## Geschichte
In der Nähe von Franvillers fand im Dezember 1870 die Schlacht an der Hallue statt.

## Einwohner
| 1962 | 1968 | 1975 | 1982 | 1990 | 1999 | 2006 | 2010 |
| ---- | ---- | ---- | ---- | ---- | ---- | ---- | ---- |
| 448  | 426  | 427  | 481  | 519  | 493  | 498  | 514  |

## Verwaltung
Bürgermeister (maire) ist seit 2008 Maxime Cornet.

## Sehenswürdigkeiten
- Kirche Saint-Cyr-et-Sainte-Julitte
- Britischer Soldatenfriedhof
- Kriegerdenkmale 1870 und 1914–18

## Persönlichkeiten
- Augustin Crampon (1826–1894), Kanoniker an der Kathedrale von Amiens und Bibelübersetzer, geboren in Franvillers.